# Pont de Rohan
(Un celebre detto sul ponte)

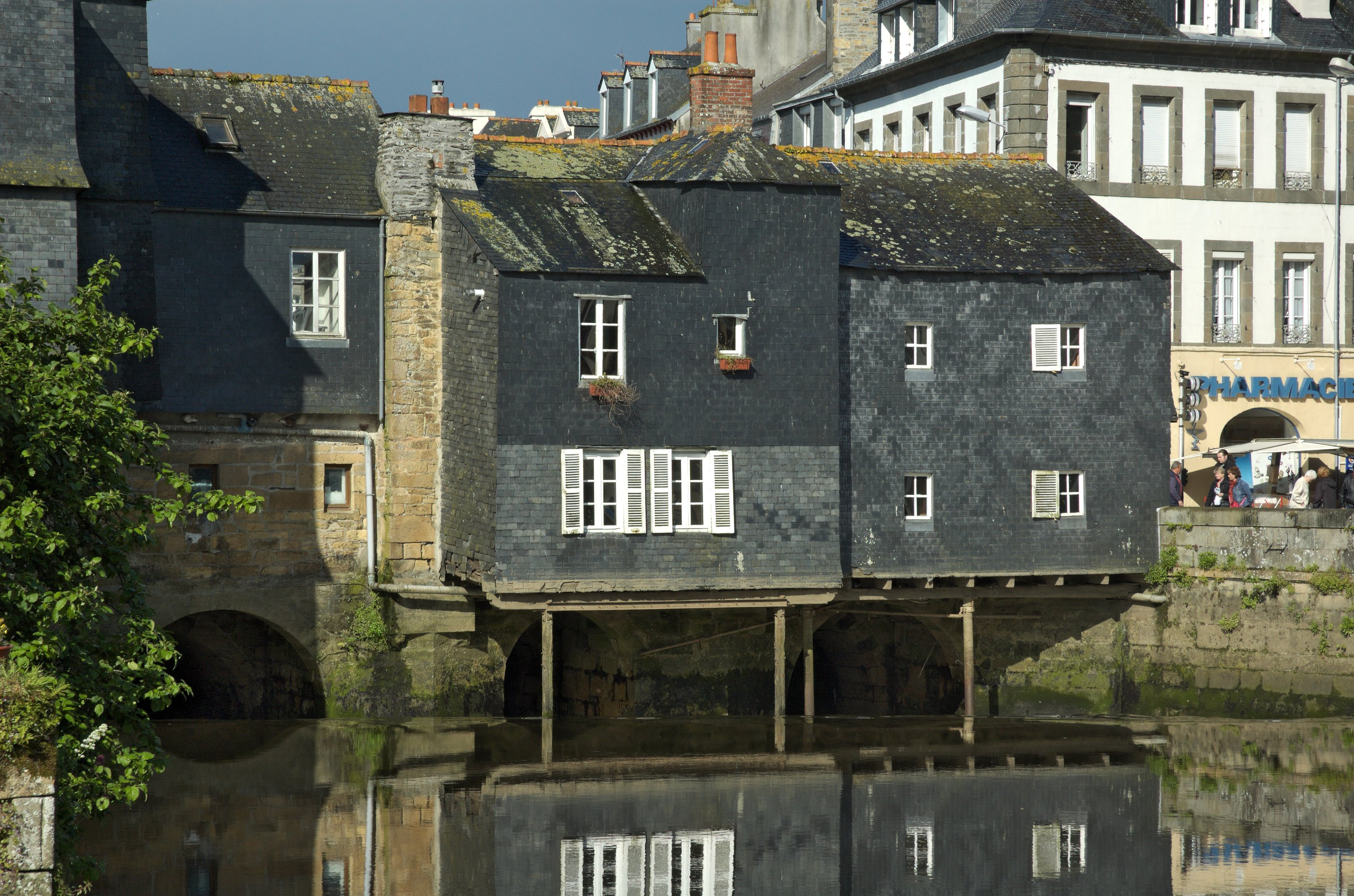
Landerneau (Bretagna): particolare del Pont de Rohan

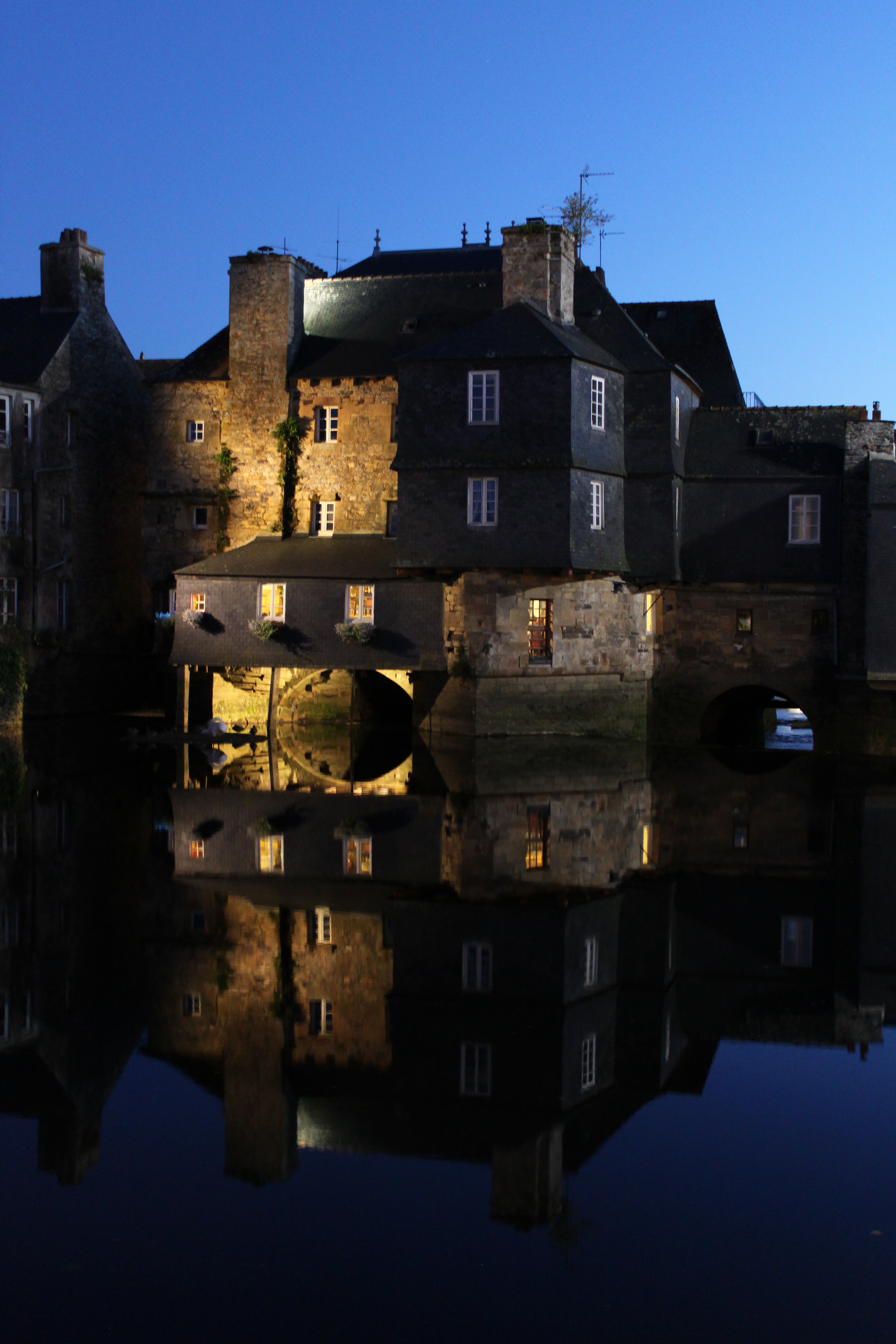
Immagine in notturna del Pont de Rohan

Il Pont de Rohan ("Ponte Rohan") è un celebre ponte abitato sul fiume Élorn della cittadina francese di Landerneau, nel Finistère (Bretagna), eretto nel XII secolo e ricostruito con edifici a partire dal 1510 per volere di Jean, II visconte di Rohan (1452-1516) ed ampliato fino alla metà del XVII secolo.

Si tratta di uno dei pochi ponti tuttora abitati rimasti in Europa e uno dei due soli esistenti in Francia (l'altro si trova a Narbonne).
È classificato come monumento storico.

## Caratteristiche
Il ponte, che misura 67 metri di lunghezza, ingloba vari edifici in ardesia costruiti su pilastri e con piani superiori in aggetto.
Vi si trovano le antiche case dei mugnai, dei mercanti di stoffe, ecc.

Tra gli edifici storici, spiccano la casa del giudice Gillart, risalente al 1639.
|  |  |

## Storia
Il ponte iniziò ad essere edificato nel 1510 per volere di Jean de Rohan, che vi fece costruire un mulino e due botteghe.

I due piani del mulino fungevano però da prigione e il mugnaio da carceriere.
Nel 1639 fu aggiunto da Jacques Gillart un edificio in stile rinascimentale.
Nel 1825, il mulino andò distrutto e fu rimpiazzato da un nuovo edificio nel 1902.